# Henri Heintz
Henri Heintz (* 17. Juli 1946 in Reims, Frankreich) ist ein ehemaliger französischer Radrennfahrer.
Er begann seine Profi-Karriere 1968 mit der französischen Mannschaft Pelforth-Sauvage-Lejeune, wechselte ein Jahr später zu Sonolor-Lejeune (Frankreich) und fuhr in seinem letzten Profijahr (1971) für die ebenfalls französische Mannschaft Hoover-De Gribaldy.

## Palmarès
| Jahr | Erfolge | Erfolge           | Rennen                                           |
| ---- | ------- | ----------------- | ------------------------------------------------ |
| 1965 | 3.      | Gesamtwertung     | Tour de la Yonne (Frankreich)                    |
| 1965 | 3.      | 3.                | Weltmeisterschaft, Straße, 100 km Teamzeitfahren |
| 1966 | 2.      | 2.                | GP de France                                     |
| 1967 | Sieger  | 5. Etappe, Teil a | Friedensfahrt                                    |
| 1967 | 3.      | 11. Etappe        | Tour de l’Avenir                                 |
| 1969 | 3.      | 3.                | Plouëc-du-Trieux (Frankreich)                    |
| 1970 | Sieger  | Sieger            | Fourchambault (Frankreich)                       |
| 1970 | 3.      | Gesamtwertung     | Quatre Jours de Dunkerque (Frankreich)           |